# Aris (Rebsorte)
Aris ist eine Weißweinsorte einer Kreuzung von Oberlin 716 und Riesling aus dem Jahr 1937. Durch den Einfluss der Züchtung Oberlin 716 handelt es sich um eine Hybridrebe. Die Neuzüchtung entstand unter der Leitung von Bernhard Husfeld am Kaiser-Wilhelm-Institut in Müncheberg, an der Nachfolgeeinrichtung, der Bundesanstalt für Züchtungsforschung an Kulturpflanzen – Institut für Rebenzüchtung Geilweilerhof wurde sie züchterisch weiterentwickelt.

## Abstammung
Kreuzung von Oberlin 716 (Gamay × Vitis riparia Millardet) × Riesling Klon 91

## Ampelographische Sortenmerkmale
- Die Triebspitze ist offen. Sie ist nicht behaart. Die Jungblätter sind ebenfalls unbehaart und bronzefarben gefärbt (Anthocyan).
- Die glänzenden Blätter sind drei- bis fünflappig und kaum gebuchtet (siehe auch den Artikel Blattform). Die Stielbucht ist U-förmig offen. Das Blatt ist spitz gesägt. Die Zähne sind im Vergleich der Rebsorten mittelgroß.
- Die walzenförmige Traube ist klein. Die rundlichen Beeren sind klein und von grünlicher Farbe.

Reife: früh

## Eigenschaften
Sie neigt zu Verrieselung und Kleinbeerigkeit und damit zu eingeschränkten und stark schwankenden Erträgen. Die Rebsorte ist resistent gegen Pilzkrankheiten wie den Echten und den  Falschen Mehltau (Oidium) und die Rohfäule.

## Verbreitung
Aufgrund stark schwankender Erträge konnte sich die Sorte im Anbau nicht durchsetzen.